# Jean-Pierre Fischer
Pour les articles homonymes, voir Fischer.
 (février 2015).
Jean-Pierre Fischer est un karatéka français, né en 1950 à Paris 14e. Il est 8e dan de la Fédération française de karaté (FFK), diplômé d’état 2e degré et instructeur D de la Japan Karate Association, 5e dan Japan Karate Association (JKA) et 4e dan Shotokan Karate International (SKI).

## Biographie
Il est reconnu à travers le monde pour la grande pureté de ses techniques, notamment en kata. Il est 14 fois champion de France dont six fois en individuel, 12 fois vainqueur de la coupe de France, 12 fois champion de Paris kata et équipe, 2e de la coupe Ile-de-France 74 kumité individuel, et 2e du championnat de Paris équipe kumité 1983, 1 fois champion d'Europe de kata individuel masculin, en 1982 avec l'EUK et remportera notamment les championnats d'Europe de karaté en 1977 en équipe kumité avec la Shotokan Karate International (SKI) et en 1979, 1980, 1985 individuel et équipe kata avec la Shotokan Karate International (SKI), vice-champion du monde 1983 kata individuel et kata équipe avec la SKI et vice-champion du monde kumité équipe ski et 3e en kata équipe 1985, 2e championnat du monde wuko 1986 équipe kata. Élève de Me Kase (initiateur d'une grande branche du karaté Shôtôkan français) pendant 7 années à Paris, il suivra par la suite l'enseignement des maîtres Kanazawa (10e dan) de la Shotokan Karate International (SKI), Ochi (9e dan) de la Japan Karate Association (JKA) ou Sugimura (8e dan de la JKA).
Ex-entraîneur de l'équipe de France kata 1987 à 1989, médaille d'or de la jeunesse et des sports, il a diffusé son savoir au Luxembourg de septembre 2011 à juin 2023 au karaté club Luxembourg, et depuis septembre 2023 au karaté club marmandais dans la ville de Marmande 47200 dans le sud ouest et toujours à travers l'Europe et le monde entier (Afrique, États-Unis, Asie).
Il est auteur de DVD et livres sur la pratique du karaté-do.

## Résultats
- 1er championnat de France seniors kata ind en 1979,1980,1981,1982,1983,1986
- 2e en ind 1978/1984, 3e en 1985
- 1er championnat de France équipes kata 1978,1979,1980,1981,1982,1983,1985,1986
- 2e en équipe kata 1976/1977/1984
- 12 coupe de France kata ind et équipe
- 1er coupe de France des champions ind kata 1985
- 1er challenge de France ind kata 1983
- 12 fois champion de Paris kata ind et équipe
- Champion d'Europe UEK kata ind 1982
- Champion d'Europe Shotokan Karate International (SKI) kata ind 1979/1980/1985 plus équipe kata 1985 et équipe kumité 1977
- 2e équipe kata Shotokan Karate International (SKI) 1980
- 2e championnat d'Europe UEK 1979, 3e en 1980/1981/1983 et 6e en 1986
- 2e en équipe en 1980/1981/1982/1983 et 5e en 1985 4e en 1986
- 2e championnat du monde WUKO équipe kata 1986
- Individuel wuko 5e 1980, 5e 1982, 4e 1984, 5e 1986
- 4e jeux mondiaux en 1981, 5e en 1984
- 2e championnat du monde Shotokan Karate International (SKI) ind kata 1983 et équipe kata 1983
- 2e équipe kumité 1985 et 3e équipe kata 1985
- 1er coupe de France Japan Karate Association (JKA) individuel kata 1974 et 1975, équipe kata 1974 et 1975
- 2e ind Japan Karate Association (JKA) kumite   1975 et 3e en 1974
- 2e équipe Japan Karate Association (JKA) kumité 1974 et 1975
- 1er coupe de France Shotokan Karate International (SKI) ind kata 1977/coupe nationale 1978
- 1er coupe nationale Shotokan Karate International (SKI) équipe kata 1978 et 1979
- 2e coupe d'Ile-de-France ind kumité open 1974
- 2e championnat de Paris équipe  kumité 1983
- 1er tournoi de Bratislava ind kata 1982, 2e en 1979 et 1980
- 1er tournoi de Prague équipe kata 1978, 2e en ind kata
- 4e coupe du monde IAKF ET WUKO ind kata 1983, 6e en équipe kata
- 2e France-Japon ind kata 1979 Paris et Marseille
- 3e France-USA ind kata 1980 a bordeaux et 4ème a paris
- 1er championnat Ile-de-France ind kata 1977, 2e en 1976